# Daniel Naprous
 (janvier 2010).
Si vous disposez d'ouvrages ou d'articles de référence ou si vous connaissez des sites web de qualité traitant du thème abordé ici, merci de compléter l'article en donnant les références utiles à sa vérifiabilité et en les liant à la section « Notes et références ».
Daniel Naprous est un acteur, athlète et cascadeur britannique, né le 14 septembre 1977 .

## Filmographie (acteur)

### Cinéma
- 2016 : Rogue One: A Star Wars Story: Dark Vador (scène finale)

### Télévision

#### Séries télévisées
- 2014 : Game of Thrones